# Francisco Alonso y Fernández
Francisco de Paula Alonso Fernández (n. El Puerto de Santa María (España); 7 de septiembre de 1797 - f. La Habana (Cuba); 1845), médico cirujano de la armada española.
Comienza sus estudios en Medicina en el año 1812. Llega a Cuba en el año 1820.
Fue profesor de Anatomía y catedrático de Anatomía práctica y Cirugía, siendo director de ese departamento en el Real Hospital Militar de La Habana.
En 1823, fue nombrado cirujano mayor del citado hospital, donde funda el Museo de Anatomía, el cual dirigió, siendo relegado en el cargo por Nicolás José Gutiérrez (1800-1890), el que fuera fundador de la Real Academia de Ciencias Médicas, Físicas y Naturales de La Habana.